# Netomocera sedlaceki
Netomocera sedlaceki är en stekelart som beskrevs av Boucek 1988. Netomocera sedlaceki ingår i släktet Netomocera och familjen puppglanssteklar. Inga underarter finns listade i Catalogue of Life.